# Grazer Mühlgang

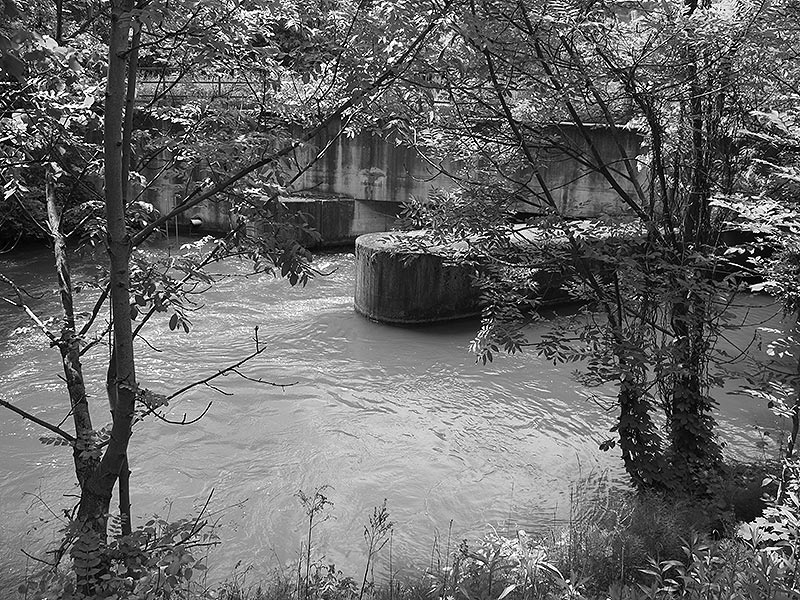
Hier am Mur-Ausleitungs-Kleinkraftwerk des KrW Weinzödl beginnt der Mühlgang am Nordrand von Graz (2013, noch ohne die über die Betonpfeiler gelegte Rinne der etwa 2016 errichteten Fischaufstiegshilfe)

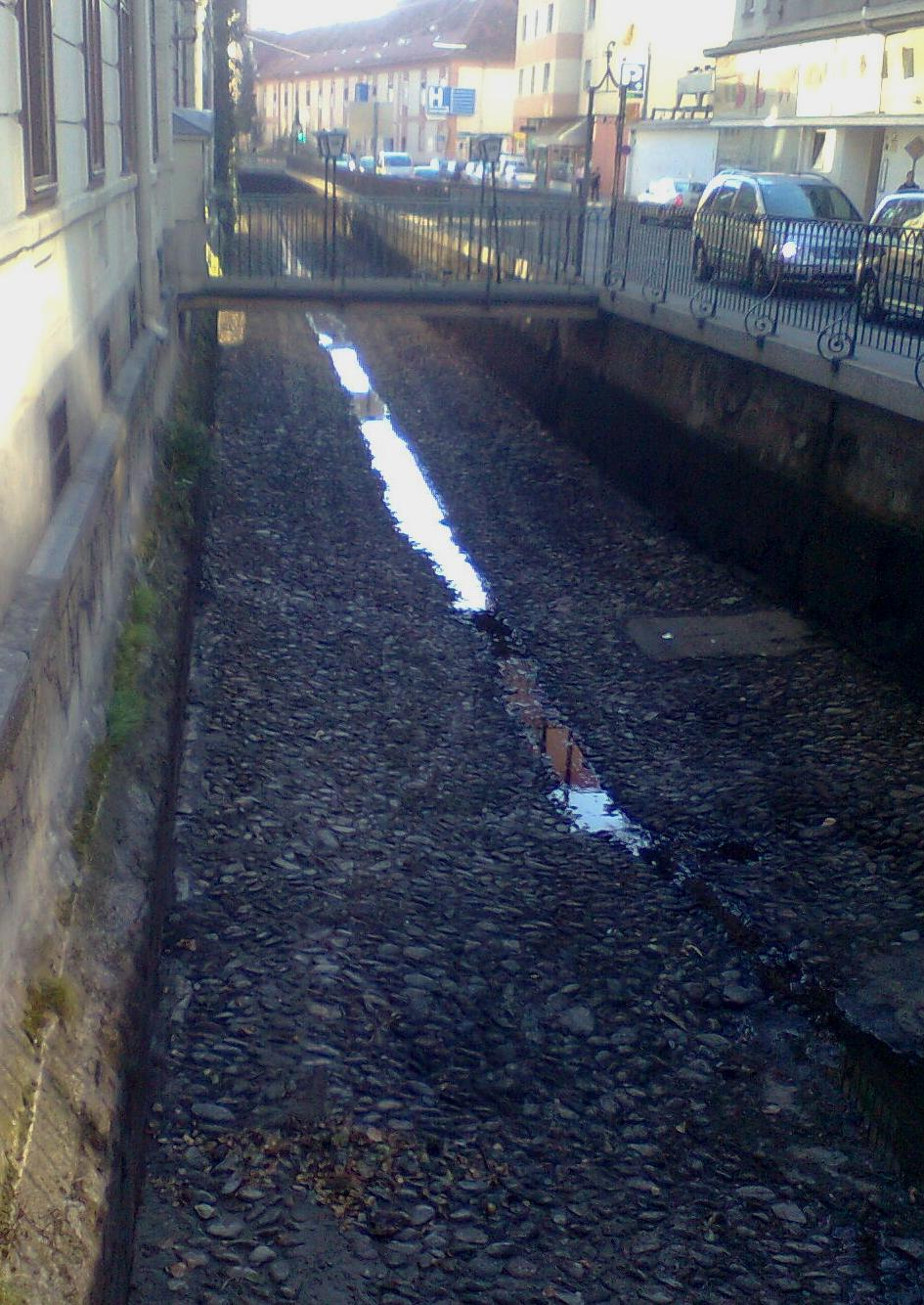
Mühlgang beim Rosegger-Haus, entleert – Blick von der Annenstraße südwärts in die Elisabethinergasse

Der Grazer Mühlgang ist ein durch das Stadtgebiet von Graz und weiter südwärts führender Kanal rechts der Mur, der für den Betrieb von Mühlen im 13. Jahrhundert aus Nebengerinnen des Flusses errichtet wurde.
Er steht im Besitz des Älteren Mühlen Consortiums (ÄMC, Graz), ist etwa 25 km lang, kommuniziert mit drei Bächen, ist stellenweise überbaut und wird heute noch fast durchgehend zur elektrischen Energieerzeugung genutzt.
Von kürzeren Mühlgängen links der Mur sind nur mehr geringe Spuren erhalten. Der obere floss durch Geidorf und mündete dort ein, wo der Schlossberg der Mur nahe kommt. Die Straßenbezeichnungen Am Langedelwehr, Mühlgangweg – und dessen gekurvter Verlauf – erinnern an die Ausleitung des unteren, südlicheren, sogenannten Gössendorfer Mühlgangs, der durch Vermurungen im Zuge eines Hochwassers verschüttet und daher 1916 aufgelassen worden ist. Er folgte dem Verlauf der heutigen Dr.-Plochl-Straße, südlicher in Graz ist der Straßenname Mühlgraben noch eine Spur am Weg nach Gössendorf.

## Geographie
Der Mühlgang wird aus dem Oberwasser des Kraftwerks Weinzödl im Norden von Graz über die kleine Turbine 3 rechts von der Mur ausgeleitet, durchfließt ganz Graz sowie Feldkirchen bei Graz und mündet nach 25 km im Süden nahe Großsulz bei Kalsdorf wieder in die Mur.
Im nördlichen Bezirk Gösting münden der von Thal kommende Thaler Bach von rechts ein, der Aubach und der Schleifbach (seit 2017 verrohrt) nach links aus. Der Aubach (auch: das Aubachl) kann als Fortsetzung des Thaler Bachs gesehen werden.
Die Ausmündung des Schleifbachs erfolgt etwa 30 m nach dem E-Werk Gösting (Viktor Franz) unmittelbar nach der Viktor-Franz-Straße. Er fällt bei einer Länge von etwa 1,25 km bis zur Mündung in die Mur bei Mur-Mittelwasser etwa um 10 m ab. An 6 Stellen wurden Wasserräder betrieben, von denen keines eine Getreidemühle antrieb. Nach 3 Jahren Nicht-Nutzung wurde seitens der Wasserrechtsbehörde 1983 das letzte Wasserrecht am Schleifbach als erloschen gemeldet. Vom Eigner des Bachs wurde die Fassung des Großteils des Durchflusses des Schleifbachs in ein Glasfaser-Epoxid-Rohr und die Errichtung eines Kraftwerks nächst der bisherigen Mündung in die Mur (auf Höhe der Schrebergärten Lendkai 157) etwa während 5 Jahren projektiert und 2016/2017 mit dem Bau begonnen. Das etwa 1,2 km lange Rohr hat 1200 mm Innendurchmesser, ist mit zylindrischen Überschiebe-Muffen gefügt und wurde großteils bis August 2017 verlegt. Die Inbetriebnahme erfolgte um den Jahreswechsel 2017/2018. Das Krafthaus liegt unmittelbar am das rechte Murufer begleitenden Geh- und Radweg und ist für die Aufnahme eines Cafés mit Dachterrasse konzipiert. Das Rohr liegt im Wesentlichen im Bett des ehemaligen offenen Gerinnes, wurde jedoch unter Straßenbrücken (etwa am Lendkai) tiefer gelegt. Im ehemaligen Bett fließt seit 2019 wieder eine kleine Menge Wasser.
Der Mühlgang verläuft im Norden streckenweise parallel (östlich) der Wiener Straße, im Bezirk Lend durch den Friedenspark (früher Frauenbad) zur früheren Papiermühle (vom 16. Jahrhundert bis 1956) und weiter zum Rondo am Marienplatz, wo bis 2005 die Marienmühle (als Mahlbetrieb 1989 stillgelegt) stand und der Volksgarten beginnt. Zwischen Häusern an der Volksgarten- und Annenstraße wird auch die Stadtmühle (heute mit Wohnungen, die innere Holzkonstruktion der Mühle bildet ein Atrium bis zum Dach) unterquert. Entlang der Elisabethinergasse, durch die Rösselmühle (1270 erwähnt – als Mahlbetrieb 2014 stillgelegt), die Köstenbaummühle (Köstenbaumgasse/Korngasse), und ein Kraftwerk an der Herrgottwiesgasse führt der Kanal durch Gries. Er tangiert die Westseite des Schlachthofs und gegenüber die ehemalige Taggermühle (spätestens nach Insolvenz um 2000 stillgelegt, hölzernes Mühlrad 2014 noch morsch vorhanden), verläuft weiter etwas östlich der Puchstraße und von dort über Puntigam zur Stadtgrenze, wo ein Teil des Wassers in die Mur abfließt und der andere Teil weiter nach Feldkirchen fließt (Lebern, Mittermühle, Petermühle).

### Rösselmühle

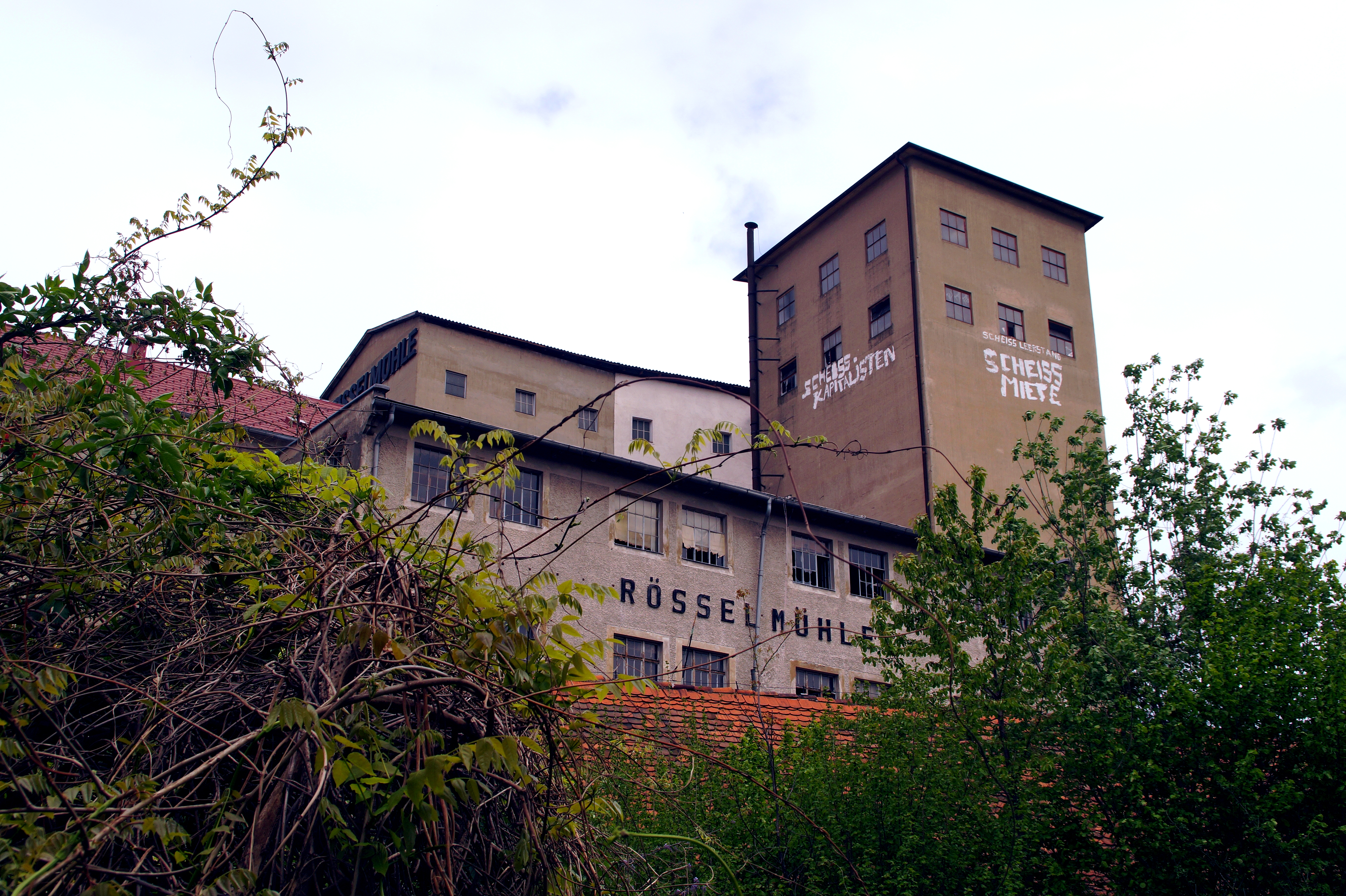
Rösselmühle (2021)

1270 erstmals urkundlich erwähnt, ist sie die älteste Mühle von Graz und eine der ältesten von Österreich. Die Rösselmühle wurde im Jänner 2014 als letzte Grazer Mühle stillgelegt. Sie liegt an der Adresse Elisabethinergasse 45 / Oeverseegasse 1 und grenzt südlich an die ehemalige Postgarage an. Das eigentummäßig zur Mühle gehörende Areal des Oeverseeparks ist an die Stadt Graz verpachtet. Der Name Rösselmühle (und die gleichlautende Mehlmarke mit dem nur auf den Hinterbeinen stehenden Pferd) bezieht sich auf die bis Ende der 1950er-Jahre gehaltenen Zugpferde. Hier arbeiteten zuletzt 22 Mitarbeiter, und sie vermahlte 90 % Weizen- und 10 % Roggenmehl, das insbesondere in Kleinpackungen über den Einzelhandel an Endverbraucher ging. Sie war Mitglied bei AMA und exportierte bis Singapur. Seit 1920 war sie als Rösselmühle Ludwig Polsterer GesmbH Tochter der niederösterreichischen Ludwig Polsterer Holding in Enzersdorf an der Fischa. Mit Übernahme der Polsterer Mühle durch die Pfahnl Backmittel GmbH, Pregarten, Anfang 2014 wurde Pfahnl zum zweitgrößten Mühlenbetrieb in Österreich. Die Marke Rösselmühle wird für die Vermarktung erhalten, doch der Betrieb der Rösselmühle wurde im Jänner 2014 eingestellt. Die vor Jahrzehnten aufgenommene Stromproduktion über Turbine(n) läuft weiter. Die Rösselmühlgasse verläuft vom Griesplatz zur Brücke über den Mühlgang oberhalb der Mühle.
Am 1. Juni 2017 berichtete orf.at unter dem Titel: Kind zündelte: Dachstuhlbrand bei Rösselmühle.
Im Rahmen des Projekts OEVERwerk im Herbst 2020 (18.9. – 15.10.) wurden die von Maschinen weitgehend befreiten Gebäude, das laufende Kraftwerk und der rechtsufrige Wiesenstreifen oberhalb der Mühle mit Kunstwerken bespielt und durch Führungen zugänglich gemacht.
Es gibt aktuell Planungen zur Entwicklung des Gebiets Rösselmühle & Postgarage unter Nutzung der Gebäude in Richtung Wohnen, Gewerbe, Kunst, Kultur und Erholung.
Am 1. April 2023, nachmittags entwickelte sich ein relativ großer Brand, der die oberen 2 von 4 Geschoßen eines linksufrigen sehr alten Gebäudes mit Holzkern und das darüberliegende Satteldach erfasste. Auch ein in Firstrichtung anschließendes Dach wurde von der Feuerwehr geöffnet, spätestens am 6. April per Autokran auch ein Teil des Satteldachs des linksufrigen Silos. Am 6. April wurde berichtet, dass ein technischer Defekt nicht gefunden werden konnte, der Brand also wohl durch Fremdverschulden von Unbekannt ausgelöst worden ist. Im Juli konnten schließlich drei Jugendliche als Brandstifter ausgeforscht und im Dezember verurteilt werden, der Sachschaden wurde mit 665.000 Euro beziffert.

### Taggermühle

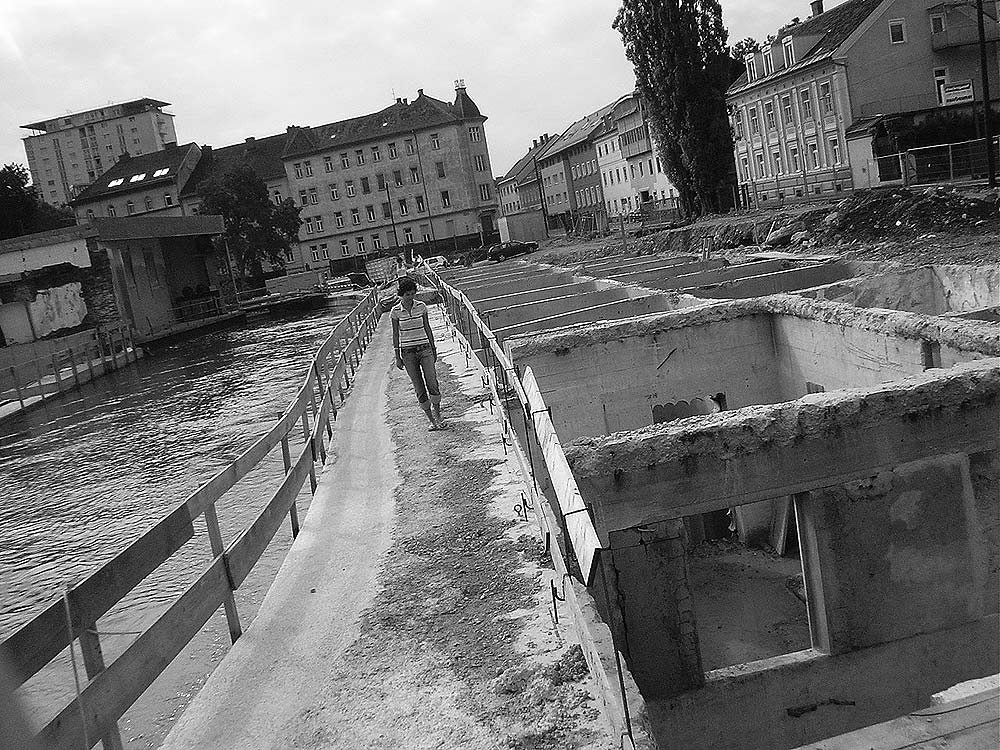
Wo heute das Rondo (Graz) steht, war der Mühlgang kurz sichtbar, als 2005 die Marienmühle abgerissen wurde.
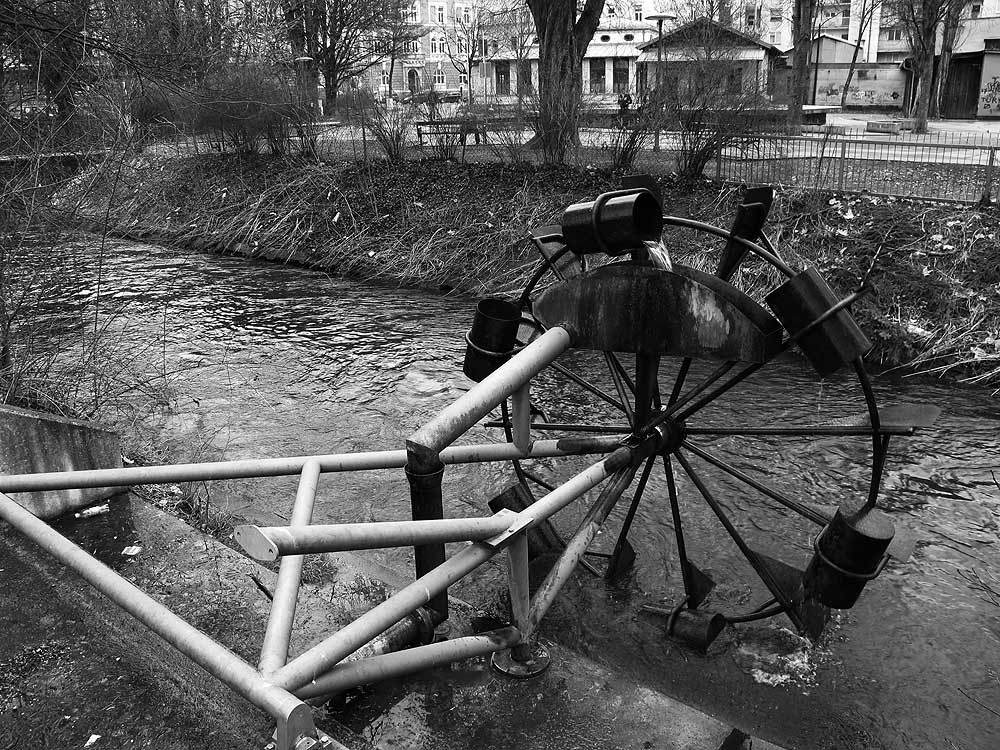
Das Schöpfrad speist im Volksgarten den Teich und erinnert an den einstigen Hauptzweck des Mühlgangs als Kraftquelle für Handwerk und Industrie.

### Kunst und Interaktion

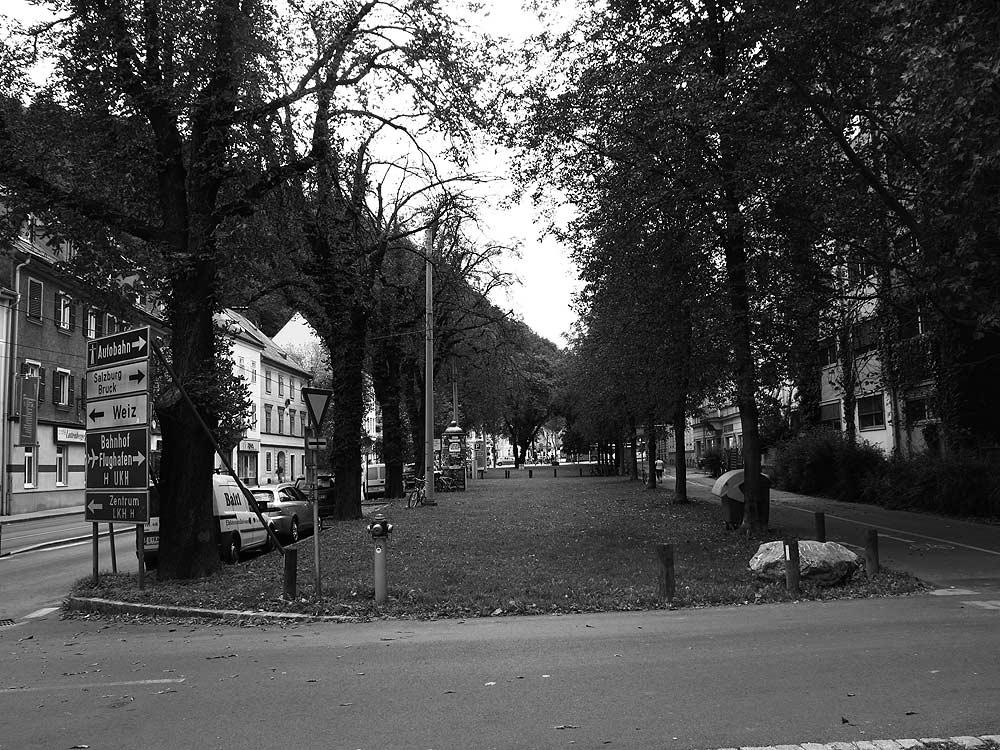
Die Passage des linken Mühlgangs in der Körösistraße, vor der Keplerbrücke

### Linker oberer Mühlgang

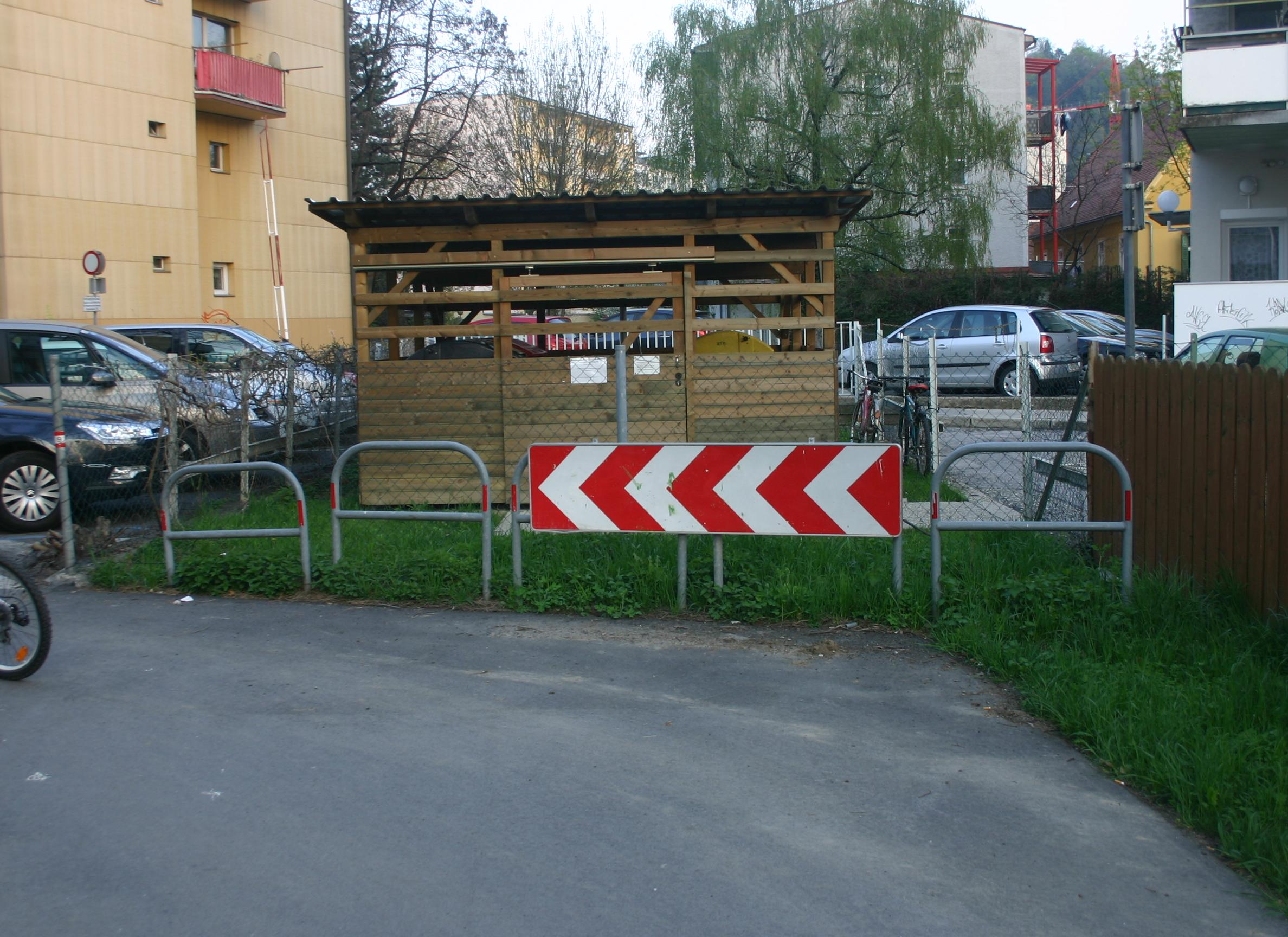
Auf Höhe Hasnerplatz sieht man noch Brücken über den zugeschütteten Mühlgang, der nun teilweise ein Radweg ist.
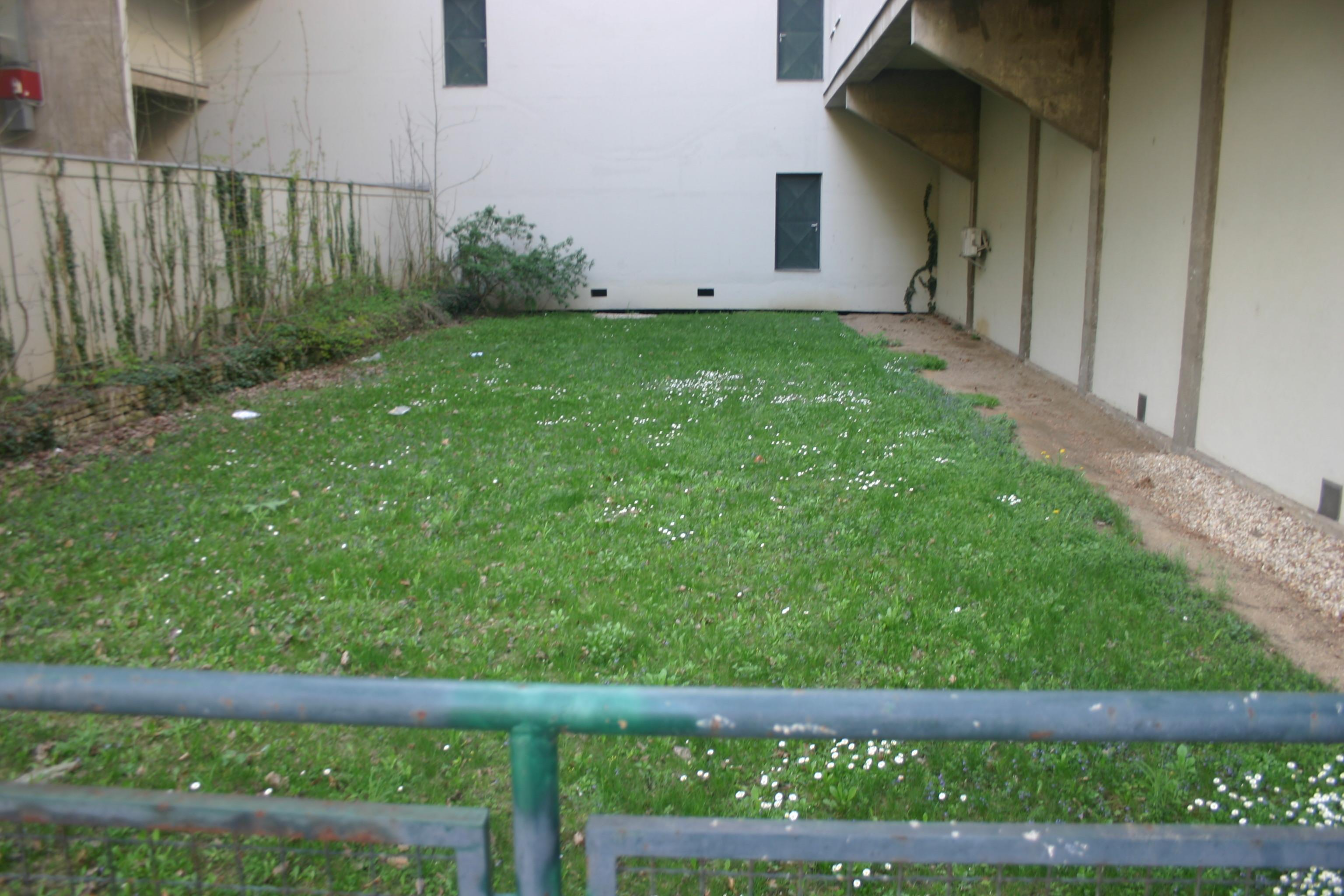
Im Hof dieses Hauses in der Körösistraße 21–23 ist der zugeschüttete Mühlgang nun Wiese.
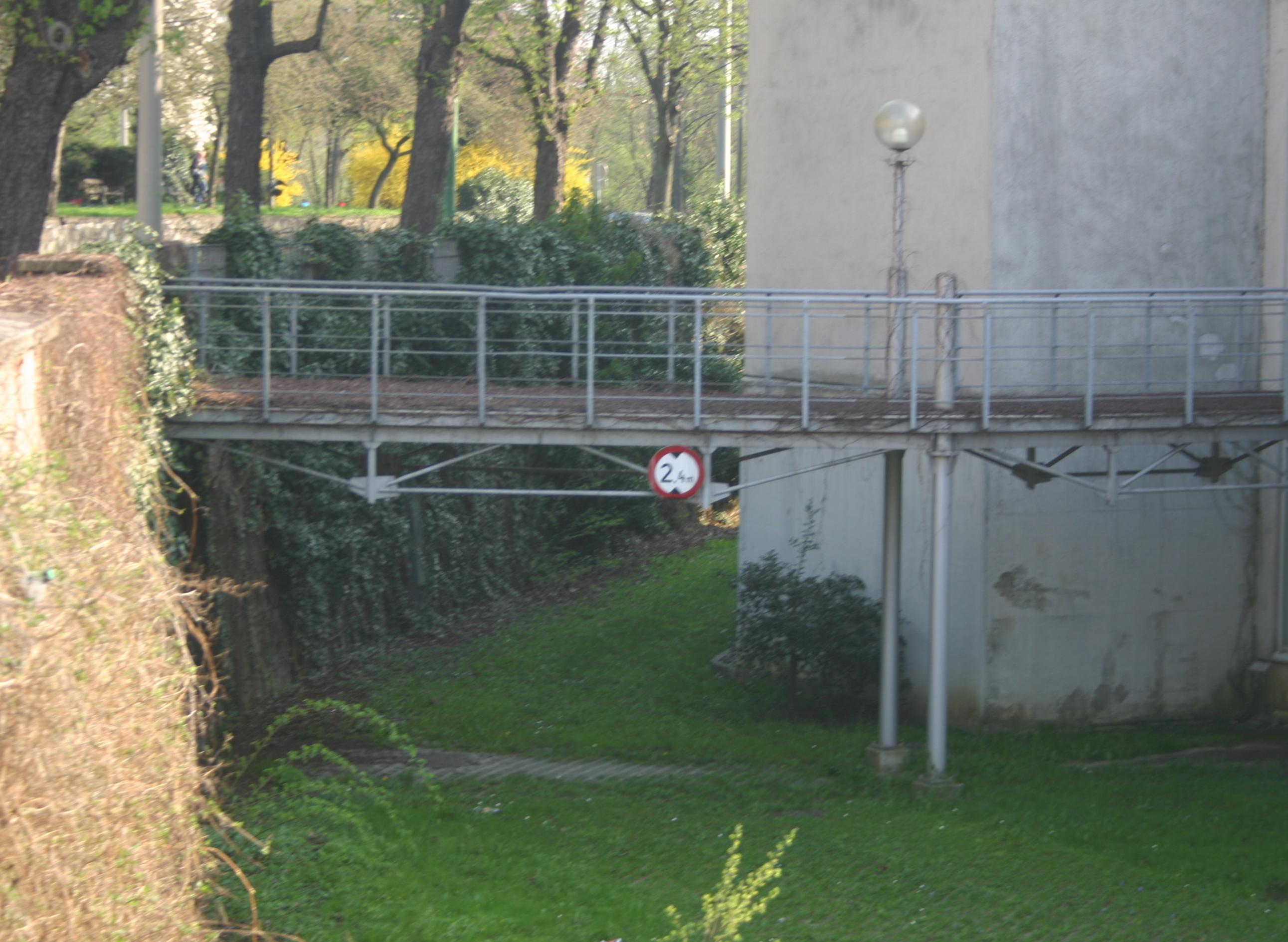
Beim Umspannwerk Keplerplatz ist die alte Trasse des linken Mühlganges noch zu sehen.
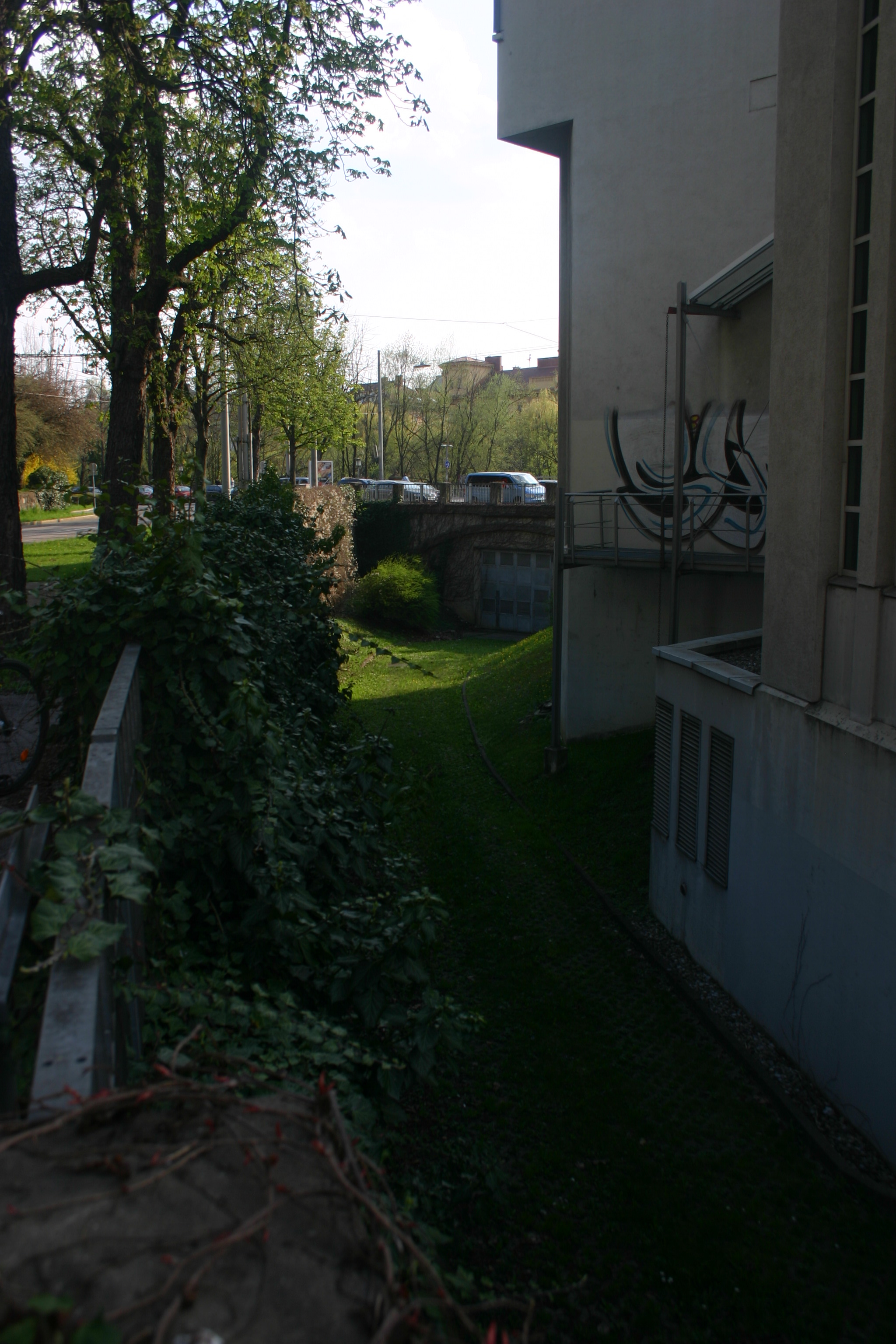
Beim Umspannwerk bog der linke Mühlgang unter den Kaiser-Franz-Josef-Kai zum Einfluss in die Mur ab. (Unterwasser)
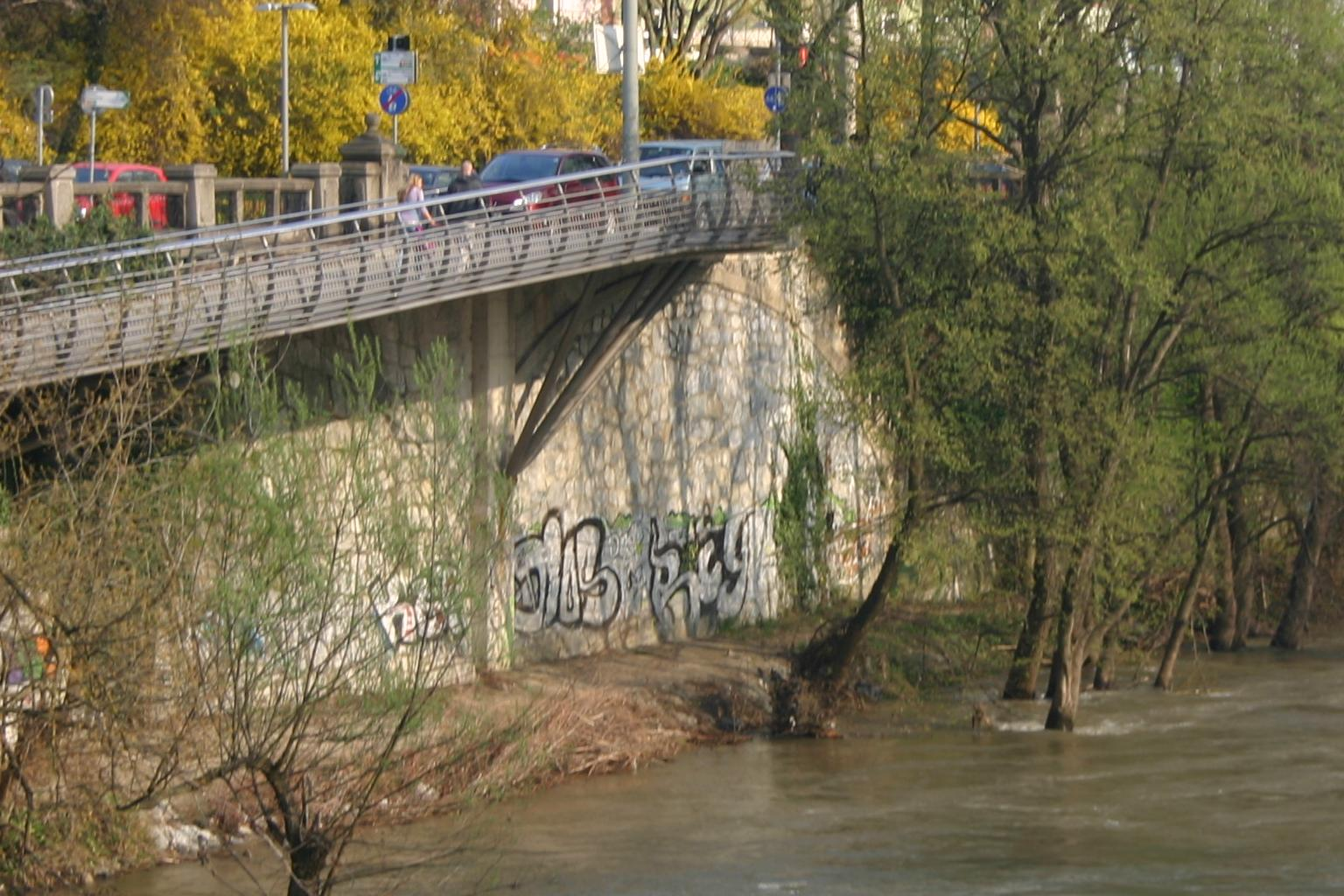
Unter dem Elise-Steininger-Steg floss der linke Mühlgang am Kaiser-Franz-Josef-Kai in die Mur. Bogenkontur in der Ufermauer.